# Gastone Brilli-Peri
Gastone Brilli-Peri (Florencia, 24 de marzo de 1893-Trípoli, 22 de marzo de 1930) fue un ciclista y piloto de motociclismo y automovilismo italiano. Es reconocido por ganar el Gran Premio de Italia de 1925 en un Alfa Romeo P2, asegurando el título inaugural del Campeonato Mundial de Fabricantes para Alfa Romeo.

## Biografía
Brilli-Peri nació en Florencia en el seno de una familia noble. Debutó en una carrera ciclista en 1907, a los 14 años. En 1911 ganó el campeonato toscano de ciclismo. En 1912 se compró una motocicleta, y en 1914 debutó en una carrera en el Lago Trasimeno. Su rostro quedó marcado con cicatrices permanentes en un accidente durante una carrera de motos del Tour de Italia.
Corrió por primera vez como piloto de automóviles justo después de la Primera Guerra Mundial.En 1922 fue segundo en el Circuito del Mugello, detrás de Alfieri Maserati. En 1925, en un Alfa Romeo P2, ganó su primer Gran Premio en el Gran Premio de Italia en Monza. En 1929, todavía en el Alfa Romeo P2, ganó el Circuito de Cremona, el Gran Premio de Túnez y el Gran Premio de Trípoli en la Libia italiana, así como el Circuito del Mugello con un Talbot 700.
Brilli-Peri murió en 1930 durante la práctica del sábado para el Gran Premio de Trípoli. Los entrenamientos libres estaban programados de 11:00 a 13:50 y Brilli-Peri fue a probar los vehículos de la Scuderia Materassi.
Primero dio una vuelta en su auto, luego pasó al de su compañero Clemente Biondetti, que tenía problemas de carburación. Brilli-Peri dio una vuelta con el auto de Biondetti y luego volvió a subirse a su Talbot para otra etapa. Sin embargo, durante la segunda vuelta se estrelló fuertemente cerca del pueblo de Suq al Jum'ah y murió en el impacto. Tenía 37 años.
Según testigos presenciales, mientras tomaba una curva rápida a la izquierda, el automóvil rebotó en la superficie irregular de la pista. Brilli-Peri no pudo controlarlo y se fue directo al terraplén derecho, siendo expulsado del vehículo. El accidente ocurrió alrededor de las 12:50 h. La carrera fue ganada por Baconin Borzacchini en un Maserati.

## Legado
El estadio de su ciudad natal, Montevarchi, lleva su nombre en su honor. Solía correr con un sombrero similar a una boina vasca, que ahora se conoce en Italia como brilliperi. La actriz italiana Nancy Brilli es sobrina de Brilli-Peri.